# V級駆逐艦 (2代)
V級駆逐艦（英語: V-class destroyer）はイギリス海軍の駆逐艦の艦級。1941年度戦時予算に基づく第8次戦時急造艦隊として8隻が建造され、1943年から1944年にかけて順次に就役した。第二次世界大戦で1隻が戦没、また2隻がカナダ海軍に譲渡されたのち、1950年代には残る全艦が15型フリゲートに改装され、水中高速潜時代の対潜戦を担った。

## 来歴
第二次世界大戦の勃発を受けてイギリス海軍は戦時緊急計画を発動し、駆逐艦の急造に着手した。まず、1940-1年度計画で建造を予定していた中間的駆逐艦（J級に準じた設計）の建造を前倒ししてO級・P級が建造されたのち、新しい戦時要求の反映や急造に適応した設計への変更が図られ、Q級・R級・S級・T級と、1940年度戦時予算のもとで、6次にわたる戦時急造艦隊の建造が進められた。
1941年2月、1941年度戦時予算において、更に5次にわたる戦時急造艦隊の建造が盛り込まれることとなった。その第二陣として、1941年9月1日に発注されたのが本級である。

## 設計
同年度予算で建造されたU級の準同型艦であり、J級以来の単煙突・船首楼型という船型のほか、Q級で導入された燃料搭載量の増大や復原性の改善、艦尾のトランサム・スターン、またS級で導入されたトライバル級と同様の艦首形状も踏襲された。本級では、S級・T級で省かれていた北極圏行動用の防寒設備を復活したものの、加熱管などの設備重量は24トンに達した。またその後、レーダーや高角機銃の増備に伴って上部重量が増大したことから、復原性の低下を避けるため、1945年より防寒設備の撤去が行われた。
機関もS級・T級と同様にQ級・R級の構成が踏襲され、アドミラルティ式3胴型水管ボイラー（蒸気圧力300 lbf/in2 (21 kgf/cm2)、温度332.2℃）、パーソンズ式オール・ギヤード・タービンによる2軸推進、出力40,000馬力である。

## 装備
艦砲としては、S級・T級と同様、45口径12cm砲（QF 4.7インチ砲Mk.IX）を最大仰角55度のMk.XXII砲架と組み合わせて4基搭載した。射撃指揮装置も両級と同様で、対空用には285型レーダーを備えたMk.II(W)方位盤とFKC射撃盤、対水上用には基線長3.66メートルの測距儀を備えたDCT方位盤とAFCC射撃盤が用いられた。
近距離用の対空兵器としては、計画当初は39口径40mm4連装機銃（QF 2ポンド・ポンポン砲）を予定したが、1941年6月の決定に基づき、S級で装備化されたヘイズメイヤー社製のFCS連動式56口径40mm連装機銃（ボフォース）が搭載されることになり、これと70口径20mm連装機銃（エリコン）4～6基が基本構成とされた。ただし各艦ごとの差異が激しく、例えば「ヴォレイジ」は56口径40mm連装機銃のかわりに39口径40mm4連装機銃を搭載して竣工したのち、56口径40mm単装機銃4基に換装し、この際に70口径20mm連装機銃は全て撤去した。また「ヴェルラム」では70口径20mm連装機銃の一部を、「ヴィーナス」「ヴィジラント」では全部を56口径40mm単装機銃に換装した。「ヴィーナス」では実に56口径40mm単装機銃10基を搭載したといわれている。

## 同型艦
上記の防寒設備の撤去は北氷洋でのソ連向け船団護衛の終了と、対日作戦参加に連動しての事でもあり、各艦とも1944年末からインド洋に進出した。「ヴェルラム」、「ヴィーナス」、「ヴィラーゴ」の3隻は第26駆逐隊に所属し、1945年5月16日のペナン沖海戦で日本海軍の重巡洋艦羽黒を撃沈している
| イギリス海軍 | イギリス海軍                 | イギリス海軍             | イギリス海軍                  | イギリス海軍 | 退役/再就役後 | 退役/再就役後 | 退役/再就役後 | 退役/再就役後 | 退役/再就役後 |
| #            | 艦名                         | 造船所                   | 就役                          | 退役 | 再就役先 | # | 艦名 | 再就役 | その後 |
| ------------ | ---------------------------- | ------------------------ | ----------------------------- | --- | --- | --- | --- | --- | --- |
| R50          | ヴィーナス HMSVenus          | フェアフィールド         | 1943年 8月28日                | 1951年より 15型フリゲートへ 改修。                                                                                 | 1951年より 15型フリゲートへ 改修。                                                                                 | F50 | 艦名変更なし | 1952年 | 1964年に予備役編入。 1972年12月20日に解体。                                                                        |
| R28          | ヴェルラム HMS Verulam       | スワン・ハンター         | 1943年 12月12日               | 1951年より 15型フリゲートへ 改修。                                                                                 | 1951年より 15型フリゲートへ 改修。                                                                                 | F29 | 艦名変更なし | 1952年 | 1970年12月21日付で退役。 1972年10月23日に解体。                                                                    |
| R93          | ヴィジラント HMS Vigilant    | スワン・ハンター         | 1943年 9月10日                | 1951年より 15型フリゲートへ 改修。                                                                                 | 1951年より 15型フリゲートへ 改修。                                                                                 | F93 | 艦名変更なし | 1952年 | 1963年に退役。 1965年6月6日より解体                                                                                |
| R75          | ヴィラーゴ HMS Virago        | スワン・ハンター         | 1943年 11月5日                | 1951年より 15型フリゲートへ 改修。                                                                                 | 1951年より 15型フリゲートへ 改修。                                                                                 | F76 | 艦名変更なし | 1953年 | 1963年に退役。 同年6月に解体。                                                                                     |
| R08          | ハーディ HMS Hardy ※嚮導艦   | ジョン・ブラウン         | 1943年 8月                    | 北極海においてJW 56A船団の護衛任務中、 1944年1月30日にドイツ海軍のVIIC型Uボート「U-278」からの魚雷攻撃により撃沈。 | 北極海においてJW 56A船団の護衛任務中、 1944年1月30日にドイツ海軍のVIIC型Uボート「U-278」からの魚雷攻撃により撃沈。 | 北極海においてJW 56A船団の護衛任務中、 1944年1月30日にドイツ海軍のVIIC型Uボート「U-278」からの魚雷攻撃により撃沈。 | 北極海においてJW 56A船団の護衛任務中、 1944年1月30日にドイツ海軍のVIIC型Uボート「U-278」からの魚雷攻撃により撃沈。 | 北極海においてJW 56A船団の護衛任務中、 1944年1月30日にドイツ海軍のVIIC型Uボート「U-278」からの魚雷攻撃により撃沈。 | 北極海においてJW 56A船団の護衛任務中、 1944年1月30日にドイツ海軍のVIIC型Uボート「U-278」からの魚雷攻撃により撃沈。 |
| R17          | ヴァレンタイン HMS Valentine | ジョン・ブラウン         | カナダ海軍へ · 就役時に移管。 | カナダ海軍へ · 就役時に移管。                                                                                      | カナダ海軍へ · 就役時に移管。                                                                                      | R17 224 | アルゴンキン HMCS Algonquin                                                                                        | 1944年 2月28日 | 1946年2月6日に退役保管。高速対潜フリゲートに改修後、1953年に再就役。 1970年に退役し、1971年に解体。                |
| R64          | ヴィクセン HMS Vixen         | J・サミュエル・ ホワイト | カナダ海軍へ · 就役時に移管。 | カナダ海軍へ · 就役時に移管。                                                                                      | カナダ海軍へ · 就役時に移管。                                                                                      | R64 225 | スー HMCS Sioux | 1944年 2月21日 | 1946年に退役保管。大規模改修を受けた後、1950年に再就役。 1963年10月に退役し、1965年に解体。                        |
| R41          | ヴォラージ HMS Volage        | J・サミュエル・ ホワイト | 1944年 5月26日                | 1952年より 15型フリゲートへ 改修。                                                                                 | 1952年より 15型フリゲートへ 改修。                                                                                 | F41 | 艦名変更なし | 1954年 | 1972年10月28日付で売却、解体。                                                                                     |